# Slaget ved Marengo
Slaget ved Marengo fandt sted i Spinetta Marengo, Piemonte, i det nordvestlige Italien den 14. juni 1800 under de franske revolutionskrige. Det endte med en fransk sejr, og østrigerne måtte forlade det meste af Italien.
44°53′00″N 8°41′00″Ø / 44.883333333333°N 8.6833333333333°Ø